# كيث هارفي ميلر
كيث هارفي ميلر (بالإنجليزية: Keith Harvey Miller)‏ هو سياسي أمريكي، ولد في 1 مارس 1925 في سياتل في الولايات المتحدة، وتوفي في 2 مارس 2019 في أنكوريج في الولايات المتحدة بسبب سرطان البنكرياس. نشط حزبياً في الحزب الجمهوري. وقد انتخب عضو مجلس ولاية ألاسكا وانتخب حاكم ألاسكا ‏ (29 يناير 1969 – 7 ديسمبر 1970).

## وصلات خارجية
- كيث هارفي ميلر على موقع إن إن دي بي (الإنجليزية)